# (11923) 1992 WX
1992 دابليو أكس (ويعرف أيضًا باسم (11923) 1992 دابليو أكس وفق تسمية الكوكب الصغير) (بالإنجليزية: 1992 WX)‏ هو كويكب ضمن حزام الكويكبات؛ وترتيبه 11923 من حيث الاكتشاف.
اكتُشف هذا الجُرم الفلكي بواسطة Atsushi Sugie ‏ في 17 نوفمبر 1992.

## وصلات خارجية
- (11923) 1992 WX في قاعدة بيانات مختبر الدفع النفاث لأجرام النظام الشمسي الصغيرة

- الاكتشاف · مخطط المدار ·  العناصر المدارية · المعلمات المادية

- (11923) 1992 WX على موقع ويكي سكاي: DSS2, SDSS, GALEX, IRAS, Hydrogen α, X-Ray, Astrophoto, Sky Map, Articles and images